# (198) Ampella
(198) Ampella ist ein Asteroid des inneren Hauptgürtels, der am 13. Juni 1879 vom französischen Astronomen Alphonse Louis Nicolas Borrelly am Observatoire de Marseille entdeckt wurde.
Der Asteroid wurde wahrscheinlich nach dem Satyr Ampelos benannt, einem Begleiter von Dionysos, dem Gott des Weines und der Schwelgereien.

## Wissenschaftliche Auswertung
Aus Ergebnissen der IRAS Minor Planet Survey (IMPS) wurden 1992 erstmals Angaben zu Durchmesser und Albedo für zahlreiche Asteroiden abgeleitet, darunter auch (198) Ampella, für die damals Werte von 57,2 km bzw. 0,25 erhalten wurden. Radarastronomische Untersuchungen am Arecibo-Observatorium am 20. September 1999 bei 2,38 GHz ergaben einen effektiven Durchmesser von 57 ± 8 km. Bei zwei hochaufgelösten Aufnahmen mit dem Adaptive Optics (AO)-System am Teleskop II des Keck-Observatoriums auf Hawaiʻi im Infraroten vom 7. Dezember 2003 konnte für (198) Ampella ein mittlerer Durchmesser von 53 km und die Achsenverhältnis eines zweiachsigen Ellipsoids gemessen werden. Eine Auswertung von Beobachtungen durch das Projekt NEOWISE im nahen Infrarot führte dann 2011 zu vorläufigen Werten für den Durchmesser und die Albedo im sichtbaren Bereich von 57,0 km bzw. 0,26. Nach neuen Messungen wurden die Werte 2014 auf 54,3 km bzw. 0,27 geändert. Nach der Reaktivierung von NEOWISE im Jahr 2013 und Registrierung neuer Daten wurden die Werte 2015 zunächst mit 47,6 km bzw. 0,32 angegeben und dann 2016 erneut korrigiert zu 48,7 km bzw. 0,25, diese Angaben beinhalten aber alle hohe Unsicherheiten.
Spektroskopische Beobachtungen von (198) Ampella im sichtbaren und nah-infraroten Bereich wurden am 17./18. August 1999 am Krim-Observatorium in der Ukraine durchgeführt. Aus dem Vergleich mit entsprechenden Spektren von auf der Erde gefundenen Meteoriten wurde geschlossen, dass die Regolith-Oberfläche des Asteroiden aus kohligen Chondriten oxidiert ist und wasserhaltige Silicate und Eisenoxid oder -hydroxid höchstens in geringer Menge enthalten sein dürften. Spektroskopische Beobachtungen an der Infrared Telescope Facility (IRTF) auf Hawaiʻi am 25. Mai 2009 wiesen auf eine Zusammensetzung aus Orthopyroxen und Olivin hin.
Photometrische Beobachtungen des Asteroiden erfolgten erstmals vom 16. Januar bis 23. Februar 1993 am Climenhaga Observatory der University of Victoria in Kanada. Die gemessenen Lichtkurven wurden zu einer Rotationsperiode von 10,378 h ausgewertet. Eine doppelt so lange Periode konnte aber nicht ausgeschlossen werden. Etwa im gleichen Zeitraum wurden auch vom 3. Februar bis 19. März 1993 am United States Naval Observatory in Washington, D.C. Messungen durchgeführt. Hier wurde ebenfalls eine Rotationsperiode von 10,383 h bestimmt. Bei Messungen vom 24. bis 29. Juli 1995 am Observatorio del Teide auf Teneriffa konnte aus der flachen Lichtkurve keine Rotationsperiode abgeleitet werden. Weitere photometrische Beobachtungen erfolgten im Juli und August 1995 am Osservatorio Astrofisico di Catania in Italien. Hier wurde allerdings eine Rotationsperiode von 5,701 h gefunden. Dagegen lieferten koordinierte Beobachtungen vom 8. bis 30. April 2009 am Palmer Divide Observatory in Colorado und an der Goat Mountain Asteroid Research Station (GMARS) in Kalifornien eine Lichtkurve, die für eine Rotationsperiode von 20,778 h ein wesentlich besseres Ergebnis als für die halbe Periode lieferte.
Um die bestehenden Unsicherheiten auszuräumen, wurden längere Beobachtungen des Asteroiden durchgeführt, die am Lenomiya Observatory in Arizona und am Organ Mesa Observatory in New Mexico vom 27. November 2011 bis 11. Februar 2012 andauerten. Die erhaltene Lichtkurve mit zwei Minima und zwei Maxima innerhalb einer Periode von 10,379 h schloss andere Interpretationen aus. Vom 22. Juli bis 27. September 2022 erfolgte durch eine Zusammenarbeit innerhalb der Italian Amateur Astronomers Union (UAI) an drei verschiedenen Observatorien in Italien eine weitere Bestimmung der Rotationsperiode zu 10,381 h.